# Covered Mirror
Covered Mirror, Volume 1: Smooth as Silk is een studioalbum van de Australische muziekgroep Unitopia onder het motto "a collection of songs that inspire Unitopia". Het album bestaat uit covers van nummers uit de progressieve rock of soortgelijke muziek die de band ooit inspireerden. Het album werd opgenomen in Timms Tunes en Fattracks, beide gelegen in Adelaide, thuisbasis van de band. Het album was het laatste album van Unitopia; het hief zichzelf op; een Volume 2 kwam er niet. De platenhoes was van de hand van Ed Unitsky

## Musici
- Mark Trueack – zang
- Sean Timms – toetsinstrumenten, gitaar, theremin, achtergrondzang
- Matt Williams – gitaar
- Tim Irrgang – percussie
- Dan Burgess – blaasinstrumenten waaronder didgeridoo
- Ian Ritchie – saxofoons
- David Hopgood – drumstel
- Craig Kelly – basgitaar
- Amicus Strings – strijkkwartet
- Brenton Whittle – spreekstem op To one in paradise

## Muziek
| Track | Titel | Componist                                                                                | Originele band             | Duur  |
| ----- | --- | ---------------------------------------------------------------------------------------- | -------------------------- | ----- |
| 1     | Sings of life - Prelude | Timms                                                                                    | Unitopia                   | 2:01  |
| 2     | Calling occupants of interplanetary craft                                                                                              | John Woloschuk, Terry Draper                                                             | Klaatu                     | 6:32  |
| 3     | Easter | Steve Hogarth, Steve Rothery, Mark Kelly, Peter Trewawas, Ian Mosley                     | Marillion                  | 6:42  |
| 4     | Man of colours | Iva Davies                                                                               | Icehouse                   | 5:22  |
| 5     | Genesis medley 1. The silent sun 2. Supper’s ready 3. Dancing on a moonlit knight 4. The lamb lies down on Broadway 5. Carpet crawlers | Peter Gabriel, Tony Banks, Mike Rutherford, Anthony Phillips, Phil Collins Steve Hackett | Genesis                    | 10:10 |
| 6     | Rain song | Jimmy Page, Robert Plant                                                                 | Led Zeppelin               | 7:02  |
| 7     | Even in de quietest moments | Rick Davies, Roger Hodgson                                                               | Supertramp                 | 6:41  |
| 8     | Can we still be friends | Todd Rundgren                                                                            | Todd Rungren Robert Palmer | 4:20  |
| 9     | Speaking the truth | Williams                                                                                 | Unitopia                   | 1:19  |
| 10    | Everybody’s gotta learn sometime | James Warren                                                                             | The Korgis                 | 5:09  |
| 11    | Yes medley 1. Awaken/Close to the edge 2. Soon 3. And you and I 4. South side of the sky 5. Owner of a lonely heart                    | Jon Anderson, Steve Howe, Bill Bruford, Chris Squire, Trevor Rabin, Trevor Horn          | Yes                        | 12:11 |
| 12    | To one in paradise | Alan Parsons, Eric Woolfson                                                              | Alan Parsons Project       | 5:04  |
| 13    | The way waters are moving | Roine Stolt, Tomas Bodin                                                                 | The Flower Kings           | 3:18  |